# Ismaël Gace
Ismaël Gace (Saint-Germain-en-Laye, 19 settembre 1986) è un calciatore francese, difensore dell'Haguenau.

## Carriera
Ha giocato per 3 stagioni al Nizza, una in prestito al Rodez e dal 2011 al 2013 ha giocato nel Boulogne.